# Terrence Jones

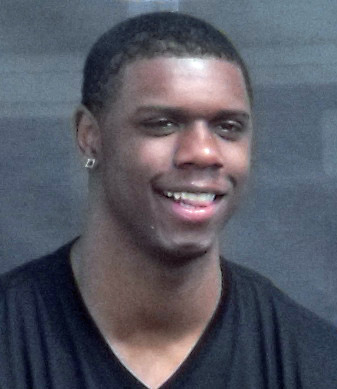
Terrence Jones, 2012.

Terrence Alexander Jones, född 9 januari 1992 i Portland i Oregon, är en amerikansk professionell basketspelare (PF) som spelade senast för Piratas de Quebradillas i Puerto Rico.
Han har tidigare spelat bland annat för Houston Rockets, New Orleans Pelicans och Milwaukee Bucks i National Basketball Association (NBA).
Jones draftades av Houston Rockets i första rundan i 2012 års draft som 18:e spelare totalt.
Innan han blev proffs studerade Jones vid University of Kentucky och spelade för universitetets idrottsförening Kentucky Wildcats.
Han är kusin till Damon Stoudamire och Salim Stoudamire.